# Куглер, Йеошуа
Йеошуа Куглер (Jehoshua Kugler; 1 февраля 1916 — 24 октября 2007, Тель-Авив) — израильский энтомолог, профессор (с 1979) Тель-Авивского университета.

## Биография
Родился 1 февраля 1916 года в Чорткове, (тогда в Австро-Венгрии, теперь на территории Украины), вырос в Черновцах (тогда в Румынии, сейчас в Украине). В 1934 году, вскоре после начала обучения, он эмигрировал в Подмандатную Палестину. В том же году почти не зная иврита, он начал учиться в Еврейском университете в Иерусалиме. В течение четырёх лет, борясь с изучением нового для себя языка, он получил степень магистра в области зоологии, с ботаникой и геологией в дополнение. Дипломная работа Куглера, посвященная общественным осам Иерусалима, под руководством профессора Ф. С. Боденхаймера (F.S. Bodenheimer), получила премию Научного общества Тель-Авива. В 1939 году Куглер также получил сертификат преподавателя. С 1939 по 1947 год он преподавал биологию в Сельскохозяйственной высшей школе, а с 1947 по 1960 год преподавал зоологию в педагогическом колледже «E. Shein» Teachers’ Training College. С 1956 по 1960 работал над диссертацией «A taxonomic and faunistic study of the tachinid flies of Israel» в университете Hebrew University of Jerusalem, где род руководством профессора O. Theodor получил степень Ph.D. В 1954 году поступил на работу тогда ещё небольшого факультета Department of Zoology недавно созданного Тель-Авивского университета, в качестве лектора по зоологии. В 1979 году получил звание профессора (с 1962 — старший преподаватель, с 1969 — associate professor). В отставку вышел в 1988 году, но продолжал научные исследования в статусе professor emeritus.
Куглер был преданным семейным человеком, который вместе с женой Идой вырастил своих двоих детей, Rachel и Moshe, а также заботился о своей матери (до её смерти в возрасте 90 лет в 1976 году). Вместе с Идой у него четверо внуков и трое правнуков. Умер 24 октября 2007 в Тель-Авиве.

## Признание
- Председатель Общества зоологии Израиля (Israel Society of Zoology, 1970—1972)
- Член Комитета по фауне Палестины Академии наук Израиля (Fauna Palaestina Committee of the Israel Academy of Sciences and Humanities, с 1971 до его смерти)
- Член Международного консультативного комитета журнала «Entomologica Germanica» (1974—1984)
- Директор «Национальной коллекции насекомых» («National Collection of Insects», 1984—1988).
- Ископаемый муравей Monomorium kugleri из Ровенского янтаря назван в честь Куглера[2].

## Труды
Опубликовал около 50 научных работ. Публиковать их начал достаточно поздно. Главным и популярнейшим трудом Куглера стала энциклопедия Encyclopedia of the Plant and Animals of the Land of Israel (Kugler, 1989), которая сразу стала настольной книгой для всех исследователей энтомофауны Израиля, ранее использовавших только англоязычную литературу.

### Книги
- Kugler, J. 1978. Chironomidae and Trichoptera. Pp. 369—376. In: C. Serruya, (ed.). Lake Kinneret, Monographiae Biologicae 32. W. Junk, The Haag. 501pp.
- Kugler, J. 1988. The zoogeography of social insects of Israel and Sinai. Pp. 251—275. In: Yom-Tov, Y. and Tchernov, E. (eds.). The zoogeography of Israel. Dr. W. Junk, Dordrecht. 600pp.
- Kugler, J. (editor). 1989. Volume 3: Insects. 446pp. In: A. Alon (ed.). Plants and animals of the Land of Israel. Ministry of Defence, The publishing house, and The Society for Protection of Nature, Tel Aviv. [in Hebrew]
- Freidberg, A. and Kugler, J. 1989. Fauna Palaestina. Insecta IV — Diptera: Tephritidae. Israel Academy of Sciences and Humanities, Jerusalem. 212pp. + 8 plates.

### Статьи
- Kugler, J. Orgya dubia Tausch. and its parasites in Israel (англ.) // Bulletin of the Research Council of Israel : Журнал. — 1961. — Vol. 10B (1-2). — P. 62—72. — ISSN 0075-1243.
- Kugler, J. Tachinidae of Israel, I. General Part (англ.) // Israel Journal of Entomology : Журнал. — Bet Dagan, Israel: The Entomological Society of Israel, 1963. — Vol. 12. — P. 25—34. — ISSN 0075-1243.
- Kugler, J. A list of parasites of Lepidoptera from Israel (англ.) // Israel Journal of Entomology : Журнал. — Bet Dagan, Israel: The Entomological Society of Israel, 1966. — Vol. 1. — P. 75—88. — ISSN 0075-1243.
- Kugler, J. The Rhinophoridae (Diptera) of Israel (англ.) // Israel Journal of Entomology : Журнал. — Bet Dagan, Israel: The Entomological Society of Israel, 1978. — Vol. 12. — P. 65—106. — ISSN 0075-1243.
- Collingwood, C. A.; Kugler, J. Solenopsis dentata (Hymenoptera, Formicidae): a new species from Israel (англ.) // Israel Journal of Entomology : Журнал. — Bet Dagan, Israel: The Entomological Society of Israel, 1994. — Vol. 28. — P. 119—122. — ISSN 0075-1243.
- Kugler, J. A new species of Cataglyphis Förster (Hymenoptera: Formicidae) from Israel and Sinai (англ.) // Israel Journal of Entomology : Журнал. — Bet Dagan, Israel: The Entomological Society of Israel, 1981. — Vol. 15. — P. 83—88. — ISSN 0075-1243.
- Kugler, J. The males of Cardiocondyla Emery (Hymenoptera: Formicidae) with the description of the winged male of Cardiocondyla wroughtoni (Forel) (англ.) // Israel Journal of Entomology : Журнал. — Bet Dagan, Israel: The Entomological Society of Israel, 1984 [1983]. — Vol. 17. — P. 1—21. — ISSN 0075-1243.
- Kugler, J. The Leptanillinae (Hymenoptera: Formicidae) of Israel and a description of a new species from India (англ.) // Israel Journal of Entomology : Журнал. — Bet Dagan, Israel: The Entomological Society of Israel, 1987 [1986]. — Vol. 20. — P. 45—57 (page 50, figs 10-13 описание самца). — ISSN 0075-1243.
- Kugler, J.; Soussan, O. Redescription and biological observations on Leptothorax flavispinus André (Hymenoptera: Formicidae) (англ.) // Israel Journal of Entomology : Журнал. — Bet Dagan, Israel: The Entomological Society of Israel, 1992. — Vol. 25—26. — P. 209—213. — ISSN 0075-1243.
- Kugler, Jehoshua; Ionescu, Armin. Anochetus bytinskii, a new ant species from Israel (Hymenoptera: Formicidae) (англ.) // Israel Journal of Entomology : Журнал. — Bet Dagan, Israel: The Entomological Society of Israel, 2007. — Vol. 37. — P. 287—298. — ISSN 0075-1243.